# Go Live
Go Live (GO生?, GosaengLR) è il primo album in studio del gruppo musicale sudcoreano Stray Kids. Pubblicato il 17 giugno 2020 da JYPE, è stato promosso dal brano God's Menu (神메뉴?, Shinme-nyuLR).
Una riedizione dell'album è uscita il 14 settembre 2020, sotto il titolo di In Life (IN生?, InsaengLR), insieme ad otto nuove tracce, tra cui Back Door.

## Tracce
Go Live
1. Go Live (GO生?) – 1:51 (testo: Bang Chan (3Racha), Changbin (3Racha), Han (3Racha) – musica: Bang Chan, Changbin, Han, Amanda MNDR Warner, Peter Wade Keusch)
2. God's Menu (神메뉴?) – 2:48 (testo: Bang Chan, Changbin, Han – musica: Bang Chan, Changbin, Han, Versachoi)
3. Easy – 3:03 (testo: Bang Chan, Changbin, Han – musica: Bang Chan, Changbin, Han, Michael Daley, Mike J, Henry Oyekanmi, Mitchell Owens)
4. Pacemaker – 3:11 (testo: Bang Chan, Changbin, Han, Jinri (Full8loom) – musica: Bang Chan, Changbin, Han, Jinri, Glory Face (Full8loom), Jake K (Artiffect)
5. Airplane (비행기?) – 3:35 (testo: MosPick, $un, Young Chance, Bang CHan, Changbin – musica: MosPick, $un, Young Chance, Bang CHan, Changbin)
6. Another Day (일상?) – 2:47 (testo: Han – musica: Han, Bang CHan)
7. Phobia – 3:33 (testo: Bang Chan, Changbin, Han, Versachoi – musica: Versachoi, Albin Nordqvist)
8. Blueprint (청사진?) – 4:11 (testo: Lee Seu-ran, Earattack, Bang Chan, Changbin, Han – musica: Earattack, Eniac)
9. Ta (타?) – 3:29 (testo: Bang Chan, Changbin, Han – musica: Bang Chan, Changbin, Han, Lee Hae-sol)
10. Haven – 3:20 (testo: Bang Chan – musica: Bang CHan, Versachoi)
11. Top (Tower of God OP) – 3:06 (testo: Armadillo, Bang Chan, Changbin, Han – musica: Armadillo, Bang Chan, Changbin, Han, Rangga, Gwon Yeong-cHan)
12. Slump (Tower of God ED) – 2:12 (testo: Han – musica: Han, Bang CHan)
13. Mixtape: Gone Days – 3:15 (testo: Bang Chan – musica: Bang CHan, Trippy)
14. Mixtape: On Track (바보라도 알아?) – 3:28 (testo: Changbin, KZ, B.O. – musica: Changbin, KZ, Tae Bong-ee, B.O.)

In Life
1. The Tortoise and the Hare (토끼와 거북이?) – 3:44 (testo: Bang Chan, Changbin, Han – musica: Bang Chan, Changbin, Han, Amanda MNDR Warner, Peter Wade Keusch)
2. Back Door – 3:09 (testo: Bang Chan, Changbin, Han – musica: Bang Chan, Changbin, Han, HotSauce)
3. B Me – 3:25 (testo: Bang Chan, Changbin, Han, Earattack – musica: Bang Chan, Changbin, Han, Earattack)
4. Any (아니?) – 2:49 (testo: Bang Chan, Changbin, Han – musica: Bang Chan, Changbin, Han, Matluck, Tele)
5. Ex (미친 놈?) – 3:37 (testo: Bang CHan, Changbin – musica: Bang CHan, Changbin, HotSauce)
6. We Go (Bang Chan, Changbin, Han) – 2:38 (testo: Bang Chan, Changbin, Han – musica: Bang CHan, Nick Furlong, Dallas Koehlke)
7. Wow (Lee Know, Hyunjin, Felix) – 3:14 (testo: Lee Know, Hyunjin, Felix, Kass – musica: Christopher Worthly, Massimo Del Gaudio, Andreas Ringblom)
8. Seungmin, I.N – My Universe (feat. Changbin) – 3:23 (testo: Iggy, Ung Kim, Changbin, Seungmin, I.N – musica: Iggy, Ung Kim)
9. God's Menu – 2:48
10. Easy – 3:03
11. Pacemaker – 3:11
12. Airplane – 3:35
13. Another Day – 2:47
14. Phobia – 3:33
15. Blueprint – 4:11
16. Ta – 3:29
17. Haven – 3:20

## Classifiche
| Classifica (2020) | Posizione massima |
| ----------------- | ----------------- |
| Corea del Sud     | 1                 |
| Spagna            | 43                |

## Riconoscimenti
- Seoul Music Award
  - 2021 – Main Award[5]

### Premi dei programmi musicali
- Show Champion
  - 23 settembre 2020[6]
- M Countdown
  - 24 settembre 2020[7]